# Genlisea repens
Genlisea repens ist eine fleischfressende Art aus der Gattung der Reusenfallen (Genlisea), die 1847 erstbeschrieben wurde.

## Beschreibung
Diese halb-aquatische Art besitzt schmale dunkelgrüne, leicht rundliche Blätter. Der unbehaarte, meist dunkelbraune Blütenstiel ist etwa 3 bis 10 cm lang und trägt kleine gelbe Blüten mit einem langen, spitz zulaufenden Sporn. Diese Art ist Genlisea pygmaea sehr ähnlich, der Blütenstand von Genlisea repens färbt sich jedoch rötlich-braun, während der von Genlisea pygmaea meist grün bleibt. Ein weiteres Unterscheidungsmerkmal ist der lang gestreckte unterirdische Stamm.

## Verbreitung
Diese Art findet man vor allem in flachen Gewässern Südamerikas. Die Länder Brasilien, Venezuela, Guyana, Paraguay und Surinam können die Genlisea repens zu ihrer einheimischen Flora zählen.

## Quelle
- http://www.karnivoren-in-kultur.de/